# Andreja Koblar
Andreja Koblar (dekliški priimek Grašič), slovenska biatlonka, * 2. september 1971, Kranj.
Koblarjeva je za Slovenijo med drugim nastopila na Zimskih olimpijskih igrah 1998 v Naganu, 2002 v Salt Lake Cityju in 2006 v Torinu. .